# شهرستان مونرو (فلوریدا)
شهرستان مونرو، فلوریدا (به انگلیسی: Monroe County, Florida) یک شهرستان در ایالات متحده آمریکا است که در فلوریدا واقع شده‌است.
این شهرستان از یک قطعه عمده زمین خشکی تشکیل شده که تقریباً تمامی آن را پارک ملی اِوِرگلِیدز در برگرفته و نیز جزایر کیز، از کی لارگو تا درای تُرتوگاس که جزیره‌ای غیرمسکونی است.
مرکز شهرستان مونرو شهر کی وست است و مجمع‌الجزایر مرجانی فلوریدا کیز در این شهرستان واقع شده‌اند.